# نجران
نَجران نام شهری است در منطقه نجران در اقصی جنوب غربی عربستان سعودی در حدود مرزی کشور یمن. شهر نَجران درپایهٔ کوه عسیر واقع شده‌است. این منطقه در گذشته اُخدود نامیده می‌شده‌است.
این شهر مرکز استان نجران است. این شهر در سال ۱۹۶۵ به عنوان یک شهر جدید از سوی حکومت سعودی اعلام شده‌است، وهم اکنون یکی از مناطق مهم کشاورزی و بازرگانی عربستان و دارای یک فرودگاه داخلی است. مساحت شهر نجران در حدود ۱۱۹۰۰۰ متر مربع می‌باشد. براساس اطلاعات موجود در مرکز آمار عربستان سعودی در ۴۴ درجه و ۵۲ دقیقه طول شرقی و ۱۷ درجه و ۲۰ دقیقه عرض شمالی از نصف‌النهار مبدأ واقع شده‌است. پست‌ترین نقطهٔ شهر نجران با ارتفاع ۲۴۰۰ متر از سطح دریا در بخش‌های غربی منطقه نجران می‌باشد. شیب عمومی منطقه از مغرب به مشرق بوده وهرچه به سمت مشرق برویم از میزان ارتفاع آن کاسته می‌شود، و در نزدیکی صحرای ربع‌الخالی به ۱۱۰۰ متر می‌رسد. منطقهٔ نجران شامل شهرهای زیر است: شرورة، الخرخیر، حبونا، یدمه، بدر الجنوب و خباش.

## وضعیت توپوگرافی
نَجران در منطقه‌ای ناهمگون از نظر ناهمواری واقع است. ارتفاعات کوه سرسبز (جبال السروات) که در شمال غربی نجران واقع است منظر وطبیعت زیبایی به شهر داده‌است. نَجران از گذشته تا امروز یکی مشهورترین واحه‌های عرب بوده ونام «نجران» در بسیاری از سروده‌های شاعران عرب در عصر جاهلی وعصر پس از آن آمده‌است. همچنین تپه ماهورهایی که از جانب شرقی واقع شده‌است به زیبایی و طبیعت آن افزوده‌است. به‌طور کلی منطقه نجران منطقهٔ شبه کوهستان است، و از دوطرف بواسطهٔ کوه احاطه شده ولی قسمت‌های داخلی وجنوبی آن هموار بوده و به نواحی پست جلگه‌ای منتهی می‌گردد. در منطقهٔ نجران چشمه‌های گوارا، باغ‌های نخل خرما، مزارع مرکبات و باغ‌های میوه به وفور وجود دارد، خانه‌های کاه‌گلی تاریخی، آثار باستانی، و دژهای زیبایی وجود دارد که شاهد برقدمت تاریخی این شهر است، همچنین قرار داشتن صحرای ربع‌الخالی و تپه‌های شنی و تلماسه‌های طلایی رنگش در قسمت شرقی نجران بر زیبایی منطقه افزوده‌است و رونق خاصی از جمال طبیعت به منطقهٔ نجران بخشیده‌است.

## جمعیت
این شهر اکنون از پررشدترین شهرهای عربستان است و جمعیت آن از ۴۷۵۰۰ نفر در سال ۱۹۷۴ به ۹۰۹۸۳ نفر در ۱۹۹۲ رسید.
سرشماری سال ۲۰۰۴ جمعیت این شهر را ۲۴۶۸۸۰ نفر نشان می‌دهد.
ساکنان نجران عمدتاً از قبیله یام هستند ، و در آنجا ترکیبی از سنی و اسماعیلی زندگی می کنند.
بیشتر مردمش پیشهٔ کشاورزی دارند. سد بزرگی در شمال شهر وجود دارد که به نام «سد وادی نجران» معروف است، ظرفیت این سد در حدود ۸۵ میلیون متر مکعب است که برای آبیاری باغهای میوه، نخل خرما، صیفی جات و شتوی جات استفاده می‌شود.

## پیشینه تاریخی
«نجران» از شهرهای بسیار قدیمی است، و یکی از واحه‌های مشهور یمن السعید (یمن خوشبخت) بوده‌است. دلیل نامگذاری آن به نَجران نسبت دادن آن به نجران بن زیدان بن سبأ بن یعرب بن قحطان است.
«نجران» آخرین منطقه‌ای بود که در سال ۱۹۳۴، بعد از تأسیس کشور عربستان سعودی در سال ۱۹۳۲ میلادی به آن پیوست. همچنین عربستان سعودی در همین سال ۱۹۳۴، عسیر و جیزان را که پیش از آن جزء یمن بودند ضمیمه خود کرد. البته ضمیمه این شهر بعد از اختلاف طولانی بین زمام‌داران سعودی و حاکمان امامیه یمن - منظور از امامیه در اینجا لقب حاکمان یمن است -اتفاق افتاد. در دوران الامام یحیی بن حمیدالدین، این امام لشکر بزرگی گسیل داشت و مناطق مختلفی از منطقهٔ نجران را اشغال نمود وتحت فرمان روایی خود قرار داد از جمله واحه‌های شمالی آن: حبونة، یدمه، هدادة و از بهترین و آبادترین محله‌های آن: «أبا السعود»، «الفیصلیه»، «الخالدیة» و «حی المفرق». پس از ورود سپاه امام یحیی بن حمیدالدین به منطقه نجران، یکی از بزرگان قبیلهٔ الیامی به نام جابر بن حسین ملقب به (بأبی رجل) «أبو ساق»، گروهی از مردم منطقه را دور خود جمع‌آوری نمود و به مقاومت واخراج سپاه الامام یحیی بن حمیدالدین تشویق نمود.
شهر نجران به‌خاطر اهمیت باستان‌شناسی خود شهرت دارد.
مردمش به دعوت پیامبر، عابد، زاهد وصاحب معجزات فیمیون به دین مسیحی گرویدند. پیش از آن، ایشان مشرک وثنی و بت‌پرست بودند. در آن دوران پادشاه یمن یکی از ملوک یهودی به نام یوسف ذی نواس بود، همچمنین گفتند نامش زرعة بن تبان اسعد أبو کرب ولقبش ذونواس بود، این پادشاه مردم یمن به زور وادار نمود که پیرو دین یهودی شوند. ذی نواس مسیحیان یمن در اخدودی که در قرآن ذکر شده‌است سوزانده وکشته‌است. چنان‌که در آیه کریمه آمده‌است: (قُتلَ أصَحاب اَلأُخدُودَ. اَلناَر ذاتَ اَلوُقُودَ). شاه ذی نواس مؤمنین مسیحی را به دین یهودیت فراخواند، وخطاب به آنان گفت: فقط دو راه در پیش دارید، یا اینکه مذهب ودین من بپذیرید ویهودی شوید و مسیحیت رها کنید، ویا اینکه شماهارا در آتش اخدود می‌سوزانم. مؤمنین مسیحی راه دوم را اختیار نمودند، و در آتش سوزان اخدود بدستور پادشاه یمن ذی نواس در سال ۵۲۴ میلادی سوزانده شدند.
در هنگام سوزاندن مردم در اخدود، یکی از مسیحیان به نام دوس بن ثعلبان توانست از این کشتار وحشتناک فرار کند ونجات یابد، اسب سواران شاه خواستند او را دستگیر کنند، اما موفق نشدند. دوس بن ثعلبان خودرا به قیصر روم رساند، و برای انتقام جویی قربانیان اخدود (نجران) از قیصر طلب کمک نمود. چندی بعد قیصر روم با همیاری پادشاه حبشه ارتشی به سرپرستی ابرهٔ أشرم به سوی یمن گسیل داشت و یمن را اشغال نمود. پس از آن یمن مدت ۷۰ سال تحت نفوذ اشغالگران حبشی بود.
نجران تا زمان ظهور اسلام نیز سکونت‌گاه جامعه‌ای از مسیحیان بود که با محمد، پیغمبر اسلام، در ستیز بودند. از نقاط باستانی آن نقش‌های برجسته أخدود است که در منطقهٔ آن استخوان‌های مردگان نیز دیده می‌شود. در موزه منطقه سر برنزی شیری نیز به نمایش گذاشته شده‌است.

## قبیله‌های ساکن نجران
قبیله‌های ساکن نجران عبارت‌اند از:
- بنی الحارث بن کعب (جمرة العرب)
- قبیلة یام
- قبیلة ولد عبدالله (این نام پیمانی است بین وادعه و آل عباس).
- قبیلة وادعه (الوادعی)
- قبیلة ال عباس
- قبیلة الاشراف
- قبیلة المکارمة

## قصائدی در وصف نجران
در نجران بنایی وجود داشته موسوم به کعبه نجران، این بنا توسط «بنو عبدالمدان بن الدیان الحارثی» ساخته شده بود به شکل بنای کعبه معظمه، و آن را تعظیم وتبجیل می‌نمودند، و اطراف آن را طواف می‌کردند، و آن را کعبه نجران نامیده بودند. شاعر جاهلی میمون بن قیس (اعشی) در وصف آن چنین سروده‌است:
| وکعبة نجران حتم علیک حتی تناخی بأبوابها |  | نزور یزید وعبدالمسیح و قیساً وهم خیر أربابها |

همچنین یکی از شعراء فحول عرب می‌سراید:
| ان تکون قد غبتم و حضرنا  |  | ونزلنا أرضاً بها الأشواق |
| واضعاً فی سراة نجران رحلی |  | ناعماً غیر أننی مشتاق    |

از پیامبر اسلام روایت است که قریه‌های محفوظ چهارند:
- مکه
- مدینه
- ایلیا (بیت المقدس)
- نجران

## بزرگان نجران
مشاهیر اعلام نجران در دوران قدیم عبارتند از:
- عبیدالله بن العباس بن الربیع النجرانی.
- محمد بن ابراهیم البیلمانی.
- محمد بن بکر بن خالد النیابوری.
- بشر بن رافع النجرانی.
- ابوالأسباط الیمانی.
- حاتم بن اسماعیل النجرانی.

## آثار باستانی
در نجران آثار باستانی گوناگونی وجود دارد، آثار برجسته أخدود، نقوش و سنگ نبشته‌های مختلف از دوران باستان، قلعه‌ها، وکاخ‌های شاهان پیشین یمن، هزارها مواقع تاریخی وشگفت انگیز، واحات سر سبز و زیبا واماکن گردشگری مختلف که نظر گردشگران از سایر نقاط دنیا جلب می‌کند و به سوی خود می‌کشاند. وروستای ذی عین یکی مناطق تاریخی و گردشگری منطقه‌است.